# هجمات جمهورية الكونغو الديمقراطية 2020
هجمات جمهورية الكونغو الديمقراطية 2020 كانت سلسلة من الهجمات التي وقعت في عام 2020 في جميع أرجاء جمهورية الكونغو الديمقراطية. ونُفذت معظم الهجمات من قبل القوات الديمقراطية المتحالفة، وهي جماعة متمردة راديكالية، بالإضافة إلى التعاونية لتنمية الكونغو، وهي جماعة زراعية ودينية مكونة من من شعب ليندو العرقي. خلفت الهجمات ما لا يقل عن 1316 قتيلاً و 132 جريحًا.